# Dżon Ter-Tatewosjan
Dżon (Dżiwan) Ter-Tatewosjan (orm. Ջոն (Ջիվան) Տեր-Թադևոսյան; ros. Джон (Дживан) Григорьевич Тер-Татевосян; ur. 14 września 1926 w Erywaniu, zm. 27 czerwca 1988 tamże) – ormiański kompozytor. Zasłużony Działacz Sztuk Armeńskiej SRR (1980).

## Wybrana muzyka filmowa
- 1966: Wspaniały stateczek (Гордый кораблик)
- 1965: Gdzie jesteś, Maksymie? (Где ты теперь, Максим?)[1]
- 1964: Dwaj w stepie (Двое в степи)[2]
- 1962: Dziewięć dni jednego roku (Девять дней одного года)[3]
- 1961: Dwa życia (Две жизни)